# U21-världsmästerskapet i handboll för herrar
U21-världsmästerskapet i handboll för herrar (eller U21-VM, JVM) är en handbollsturnering för manliga U21-landslag. Turneringen spelas vartannat år, med början 1977.

## Medaljörer
| År   | Värdnation              | Final             | Final                                   | Final                      | Match om tredjepris | Match om tredjepris                     | Match om tredjepris |
| År   | Värdnation              | Vinnare           | Resultat                                | Tvåa                       | Trea                | Resultat                                | Fyra                |
| ---- | ----------------------- | ----------------- | --------------------------------------- | -------------------------- | ------------------- | --------------------------------------- | ------------------- |
| 1977 | Sverige                 | Sovjetunionen U21 | 24–10                                   | Ungern U21                 | Jugoslavien U21     | 24–21                                   | Spanien U21         |
| 1979 | Danmark Sverige         | Sovjetunionen U21 | 30–25                                   | Jugoslavien U21            | Sverige U21         | 25–20                                   | Danmark U21         |
| 1981 | Portugal                | Jugoslavien U21   | 28–21                                   | Sovjetunionen U21          | Tjeckoslovakien U21 | 32–26                                   | Sverige U21         |
| 1983 | Finland                 | Sovjetunionen U21 | 32–17                                   | Västtyskland U21           | Danmark U21         | 31–28                                   | Sverige U21         |
| 1985 | Italien                 | Sovjetunionen U21 | 32–27                                   | Sverige U21                | Jugoslavien U21     | 23–22                                   | Västtyskland U21    |
| 1987 | Jugoslavien             | Jugoslavien U21   | 28–26                                   | Spanien U21                | Sovjetunionen U21   | 34–18                                   | Sverige U21         |
| 1989 | Spanien                 | Sovjetunionen U21 | 23–17                                   | Spanien U21                | Jugoslavien U21     | 23–22                                   | Västtyskland U21    |
| 1991 | Grekland                | Jugoslavien U21   | 27–16                                   | Sverige U21                | Sovjetunionen U21   | 27–25                                   | Spanien U21         |
| 1993 | Egypten                 | Egypten U21       | 22–19                                   | Danmark U21                | Island U21          | 21–20                                   | Ryssland U21        |
| 1995 | Argentina               | Ryssland U21      | 29–28 (e.fl.)                           | Spanien U21                | Portugal U21        | 24–23                                   | Norge U21           |
| 1997 | Turkiet                 | Danmark U21       | 29–23                                   | Ukraina U21                | Frankrike U21       | 28–24                                   | Polen U21           |
| 1999 | Qatar                   | Danmark U21       | 26–22 (e.fl.)                           | Sverige U21                | Egypten U21         | 32–31 (e.fl.)                           | Frankrike U21       |
| 2001 | Schweiz                 | Ryssland U21      | 31–27                                   | Spanien U21                | Sverige U21         | 37–26                                   | Ungern U21          |
| 2003 | Brasilien               | Sverige U21       | 36–34 (e.fl.)                           | Danmark U21                | Slovenien U21       | 35–33                                   | Spanien U21         |
| 2005 | Ungern                  | Danmark U21       | 40–35                                   | Serbien och Montenegro U21 | Ungern U21          | 28–27                                   | Tyskland U21        |
| 2007 | Makedonien              | Sverige U21       | 31–29                                   | Tyskland U21               | Danmark U21         | 27–26                                   | Kroatien U21        |
| 2009 | Egypten                 | Tyskland U21      | 32–24                                   | Danmark U21                | Slovenien U21       | 35–24                                   | Egypten U21         |
| 2011 | Grekland                | Tyskland U21      | 27–18                                   | Danmark U21                | Tunisien U21        | 24–18                                   | Egypten U21         |
| 2013 | Bosnien och Hercegovina | Sverige U21       | 28–23                                   | Spanien U21                | Frankrike U21       | 32–27                                   | Kroatien U21        |
| 2015 | Brasilien               | Frankrike U21     | 26–24                                   | Danmark U21                | Tyskland U21        | 35–34 (e.fl.)                           | Egypten U21         |
| 2017 | Algeriet                | Spanien U21       | 39–38 (e.fl.)                           | Danmark U21                | Frankrike U21       | 23–22                                   | Tyskland U21        |
| 2019 | Spanien                 | Frankrike U21     | 28–23                                   | Kroatien U21               | Egypten U21         | 37–27                                   | Portugal U21        |
| 2021 | Ungern                  |                   | Inställt på grund av Covid-19-pandemin. |                            |                     | Inställt på grund av Covid-19-pandemin. |                     |
| 2023 | Grekland Tyskland       | Tyskland U21      | 30–23                                   | Ungern U21                 | Island U21          | 27–23                                   | Serbien U21         |
| 2025 | Polen                   |                   |                                         |                            |                     |                                         |                     |